# فوییانو دی وال فورتوره
فوییانو دی وال فورتوره (به ایتالیایی: Foiano di Val Fortore) یک کومونه در ایتالیا است که در استان بنونتو واقع شده‌است.

## خصوصیات
فوییانو دی وال فورتوره ۴۰٫۷ کیلومترمربع مساحت و ۱٬۵۳۹ نفر جمعیت دارد.